# ジュリエット・パース
ジュリエット・パース（英: Juliette Peirce、? – 1934年10月4日）は、数学者、哲学者のチャールズ・パースの二人目の妻だった。

## 経歴
チャールズ・パースに出会う前のジュリエットの生涯についてはほとんど何もわかっていない。名前さえわかっていなくて、その名前はJuliette Annette FroissyあるいはJuliette Pourtalaiなどと、さまざまに表されている。彼女はフランス人だったと考える歴史家もいれば、彼女にはジプシーの特性があったと推測してきた歴史家もいる。ときおり、彼女は自分がハプスブルク家の王妃だと言った。彼女についてわかっているわずかな事実は、彼女の過去についての可能性のある少数の手がかりをもたらしただけだった。彼女はフランス語を話し、自分が生活できるだけの資力があり、いくつかの婦人病を患っていて、そのせいで子供を持つことができず、そしてナポレオン・ボナパルトの失脚を予測したと言われる一組のタロットカードを持っていた。彼女は1876年12月、ニューヨークのHotel Brevoortでの大晦日ダンスパーティーの会場にいて、彼女はここではじめてチャールズと会った。

## ジュリエットについての論争
後年のジュリエットはしだいに衰弱していったと言われている（彼女は肺結核にかかり、最終的にはそのために亡くなった）。チャールズの病気と彼らの極貧をものともせず、ジュリエットはどうやらけっして彼を支えることと彼がまもなく活躍することを信じることにくじけることはなかったようである。チャールズが1914年に亡くなったとき、ジュリエットは極貧かつ孤独の状態で残された。彼女はさらに20年生き、チャールズと彼の数々の考えが正当な評価を受けるようにすることにそれらの年月をささげた。彼女はそれらが正当な評価を受けるにふさわしいと考えていたのだった。「サイエンス」誌の死亡記事は彼女のことを次のように書いている。彼女は「親切な女性」で「献身的な愛情を持って…生き、そして亡くなった」。

### 大衆文化
- 歴史小説『The Queen of Cups』（英語）は、ジュリエットの素性や経歴がどのようなものだったのかを想像している。